# 末沢昌二
末沢 昌二（すえざわ しょうじ、1932年 - ）は、日本の外交官。

## 人物
香川県生まれ。1956年に東京外国語大学を卒業し、外務省に入省。在レニングラード（現・サンクトペテルブルク）日本総領事、在モンゴル日本大使、在ウクライナ日本大使、在モルドバ日本大使などを務めた。1997年に退官した。

## 書籍
- 2003年「日露基本文書・資料集」ISBN 9784947638007